# Evertz Arnesson
Evertz Arnesson (ursprungligen Everts Arnesson), född den 5 november 1917 i Växjö, död 5 maj 2005 var en svensk författare.

## Biografi
Evertz Arnesson var född och uppväxt i Växjö. Senare som vuxen återvände han till Småland men bosatte sig då i Lessebo. Han skaffade sig utbildning genom aftonskola och Hermodskurser och blev tidigt intresserad av att skriva. 

## Författarskapet
Evertz Arnesson debuterade med den historiska romanen Kapellanen 1960. Han fortsatte att skriva historiska romaner men också romaner som utspelar sig i samtiden och under beredskapstiden under andra världskriget. Förutom romanerna skrev han ett slottsspel, Fönster mot det förflutna. Det skrevs för Kronobergs slott och hade premiär 1979.